# Stanisław Kętrzyński
Stanisław Kętrzyński, född den 10 september 1876 i Lemberg, död den 26 maj 1950 i Warszawa, var en polsk historiker och diplomat, son till Wojciech Kętrzyński. 
Under andra världskriget var Kętrzyński fånge i det tyska koncentrationslägret Auschwitz.